# 제10회 아시아 국제 청소년영화제
제10회 아시아 국제 청소년영화제는 2015년 10월 16일에 열린 시상식이다.

## 수상 및 후보

### AIYFF 금용상
- 가족사진 - 김경은 수상

### AIYFF 은용상- 높새부
- Wonderful - Wang Jin 수상

### AIYFF 은용상- 하늬부
- 선물 - 황원선 수상

### AIYFF 동용상- 높새부
- Island - Tamura Ryoichi 수상

### AIYFF 동용상- 하늬부
- 우리엄마 - 이서현 수상

### AIYFF 감독상
- Up in the wind - Liu Jing jing 수상

### AIYFF 기술상
- The Blue Wolf - A Si Ya 수상

### AIYFF 인기상
- Drunken Driving Boy - Aoki Sinwa 수상

### AIYFF 시나리오상
- 우리가 택한 이 별 - 김정은 수상

### AIYFF 애니메이션상
- 마멍구 - 위리아 수상

### AIYFF 심사위원특별상
- 누구를 위하여 종은 울리나 - 최승지 수상

### 본선진출작-한국
- 작은 용기 - 이현영
- 무더운 날이 없던 것처럼 - 김미선
- 굿모닝 로니 - 샤킬
- 요요 - 장윤영
- 일단 앉아보세요 - 이다빈
- 고마워 - 강하늘

### 본선진출작-중국
- The West Chamber - Liang Yu Cheng
- Down to Earth - Sun Yun lan
- Shall We Dance? - Xie Men gyu

### 본선진출작-일본
- ProRes - Macheuki Tatsuya
- side by side - Usui Kenta
- The Letter - Goto Chihiro
- CAMEO'n Me - Soh Toshihiro